# بيتر مورتون
بيتر مورتون (بالإنجليزية: Peter Morton)‏ هو شخصية أعمال أمريكي، ولد في 7 أغسطس 1947 في شيكاغو في الولايات المتحدة.

## وصلات خارجية
- بيتر مورتون على موقع IMDb (الإنجليزية)
- بيتر مورتون على موقع قاعدة بيانات الفيلم (الإنجليزية)